# Zatîșșea, Bobrovîțea
Zatîșșea (în ucraineană Затишшя) este un sat în orașul raional Bobrovîțea din regiunea Cernihiv, Ucraina.

## Demografie
Componența lingvistică a localității Zatîșșea
     Ucraineană (96,72%)
     Rusă (1,64%)
     Belarusă (1,64%)
Conform recensământului din 2001, majoritatea populației localității Zatîșșea era vorbitoare de ucraineană (96,72%), existând în minoritate și vorbitori de rusă (1,64%) și belarusă (1,64%).